# Збройні сили Республіки Південна Осетія
Збройні сили частково визнаної республіки Південна Осетія налічують 1250 осіб в діючій армії і 15 тисяч осіб в резерві.

## Збройні Сили Південної Осетії перед п'ятиденною війною 2008
До початку війни з Грузією регулярна армія налічувала 3000 осіб на озброєнні армії Південної Осетії було::
- 15 танків Т-55, Т-62, Т-72 в основній масі Т-55, з них у боєздатному стані перебувало всього п'ять зношених Т-55 і один Т-72, які й взяли участь у бойових діях. На 2011 рік всі Т-55 знаходяться на консервації, використовуються 1 Т-72 і 2 трофейних Т-72SIM1.
- 25 самохідних артилерійських установок «Гвоздика» і «Акація», на 2011 — 12 гаубиць «Акація»
- 12 гаубиць «Д-30»
- 6 (за даними Lenta.ru, 23[7]) РСЗВ "БМ-21 «Град», на 2011 рік — 2 одиниці
- 4 100-міліметрові протитанкові гармати МТ-12 «Рапіра»
- 30 82-мм і 18 120-мм мінометів
- 22 БМП-2
- 14 БТР-70
- 3 зенітно-ракетних комплекси «Оса»
- 3 ракетно-гарматних комплекси «Тунгуска»
- 6 комплексів «Стріла»
- 10 спарених зенітних установок ЗУ-23-2 (на 2011 — 6 одиниць, встановлених на ГАЗ-66)
- Близько 100 ПЗРК «Игла»[3] (на 2011 — близько 20)
- 50 ПТРК «Фагот» та «Конкурс» (на 2011)
- 10 СПГ-9 (на 2011).

На озброєнні Військово-повітряних сил республіки знаходилося 4 (за даними Lenta.ru, 3) гелікоптера Мі-8. Останнім часом вони практично небоєздатні. Після закінчення війни з Грузією та визнання Росією незалежності Південної Осетії відбулося зниження чисельності особового складу та техніки у збройних силах частково визнаної держави.

## Організація та озброєння

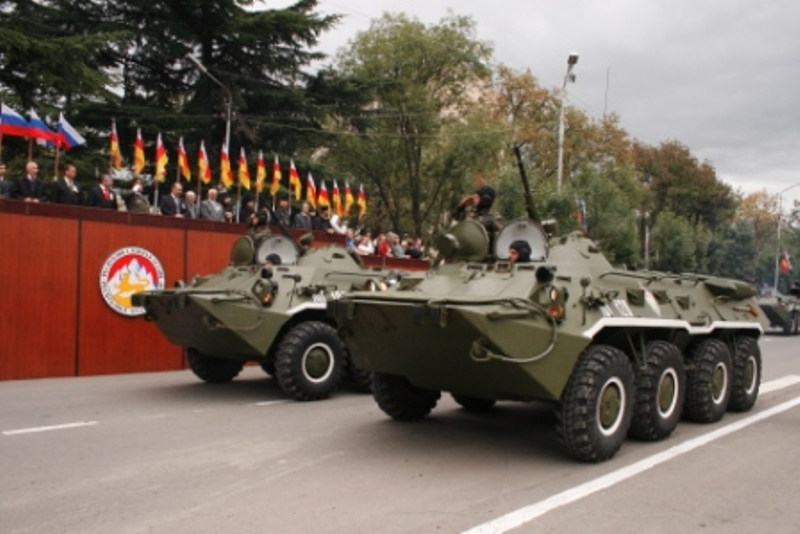
Військова техніка збройних сил Південної Осетії на параді в Цхінвалі в травні 2009 року

### Організація
- генеральний штаб
- два стрілецьких батальйони
- механізований батальйон
- батальйон розвідки
- батальйон МТО
- рота гірського спецназу
- снайперська рота
- рота зв'язку
- інженерна рота
- рота охорони
- рота почесної варти.

### Озброєння
- 3 танка (2 Т-72 SIM1, 1 Т-72)
- 22 БМП-2
- 14 БТР-70\БТР-80
- 1 одиниця БРДМ-2
- 12 одиниць САУ «Гвоздика» 2С1
- 12 одиниць 122 мм гаубиць Д-30
- 2 одиниці РСЗВ БМ-21 «Град»
- 18 одиниць 120 мм мінометів 2Б11 (2С12)
- 30 одиниць 82 мм мінометів 2Б14 «Піднос»
- 10 одиниць 73 мм станкових гранатометів СПГ-9
- 50 одиниць ПТРК 9К111 «Фагот» і 9К113 «Конкурс»
- 20 одиниць ПЗРК «Игла»
- 6 одиниць ЗУ-23-2.

## Військово-навчальні заклади
З 1 вересня 2010 року у Цхінвалі діє військове училище на базі цхінвальської середньої школи № 7.